# Фаулер (Калифорнија)
Фаулер (енгл. Fowler) град је у америчкој савезној држави Калифорнија. По попису становништва из 2010. у њему је живело 5.570 становника.

## Демографија
Према попису становништва из 2010. у граду је живело 5.570 становника, што је 1.591 (40,0%) становника више него 2000. године.
| Група             | 2000.         | 2010.         |
| Белци             | 948 (23,8%)   | 1.112 (20,0%) |
| Афроамериканци    | 82 (2,1%)     | 104 (1,9%)    |
| Азијати           | 222 (5,6%)    | 610 (11,0%)   |
| Хиспаноамериканци | 2.677 (67,3%) | 3.687 (66,2%) |
| Укупно            | 3.979         | 5.570         |